# Ion Gheorghe Saita
Ion Gheorghe Saita (n. 5 decembrie 1862, Craiova, Principatele Unite Române – d. 19 iunie 1914, București, România) a fost un jurist, avocat, prefect al Poliției Capitalei în perioada 3 decembrie 1902 - 21 decembrie 1904 și primar al Bucureștiului între ianuarie 1914 – martie 1914. A lucrat în Ministerul Agriculturii, la Camera de Comerț și a fost numit de ministrul Vasile Lascăr prefect al Poliției Capitalei. În funcțiile pe care le-a avut a dovedit seriozitate, austeritate și chibzuință în folosirea fondurilor.